# Майкл Блеквуд
Майкл Блеквуд  (англ. Michael Blackwood, 28 вересня 1978) — ямайський легкоатлет, олімпійський медаліст.

## Виступи на Олімпіадах
| Олімпіада   | Дисципліна              | Місце      |
| ----------- | ----------------------- | ---------- |
| Сідней 2000 | естафета 4 x 400 метрів | 2          |
| Афіни 2004  | біг на 400 метрів       | 8          |
| Афіни 2004  | естафета 4 x 400 метрів | AC h1 r1/2 |
| Пекін 2008  | біг на 400 метрів       | 4 h6 r1/3  |
| Пекін 2008  | естафета 4 x 400 метрів | 8          |